# 숙희 (가수)
숙희(본명: 진정연, 1982년 8월 14일 ~ )는 대한민국의 가수이다.

## 학력
- 이화여자고등학교 (졸업)
- 동덕여자대학교 실용음악과 (졸업)
- 세종대학교 융합예술대학원 실용음악과 (졸업)

## 앨범

### 발매 앨범
- 2009년 조영수 프로젝트 싱글 《SG Wannabe & 숙희》 - 천상 여자 (Feat. PK헤만)
- 2009년 데뷔 싱글 〈Missing You〉
- 2010년 숙희&환희 디지털 싱글 〈바보가슴〉
- 2010년 EP 앨범 The First Experience
- 2010년 디지털 싱글 〈라라라〉
- 2010년 디지털 싱글 〈가슴아 안돼〉
- 2011년 디지털 싱글 〈긴 사랑〉
- 2012년 디지털 싱글 〈남이 될까봐 (Feat. 제이스)〉
- 2012년 디지털 싱글 〈Baby I Love You (Feat. 79)〉
- 2013년 디지털 싱글 〈나쁜놈〉

### 참여 앨범
- 2009년 PK헤만 싱글 〈내 심장이 뛰어요〉 - 내 심장이 뛰어요 피쳐링
- 2009년 《밥줘》 OST - 정 때문에 (Ballad Ver.)
- 2009년 MC몽 5집 《Humanimal》 - 사랑보다 아름다운 말 피쳐링
- 2009년 전진&유이&숙희 젊제연 프로젝트 싱글 〈인사(人事) - 연·애·별(緣·愛·別)〉 - 그 남자 그 여자의 사정
- 2009년 젊제연 프로젝트 싱글 〈눈 내리는 마을〉 참여
- 2011년 《싸인》 OST - 좋은 사람, 좋은 사람 (Drama Ver.) (With. 김진표)
- 2011년 파스텔블루 싱글 〈기저귀를 갈다가 2〉 - 기저귀를 갈다가 2 (어머니) 피쳐링
- 2011년 우먼파워 싱글 〈미워미워〉
- 2012년 숙희&Misty 굿펠라스 프로젝트 싱글 〈나 지금 집앞이야〉 참여
- 2013년 《왕가네 식구들》 OST - 마취, 틈
- 2015년 《착하지 않은 여자들》 OST - One Chance
- 2020년 《위험한 약속》 OST Part.2 - 그대 이름 세글자